# Bardesane d'Édesse
Bardesane d'Édesse ou Bar-Daïsan, littéralement « le Fils du Daïsan » (qui est la rivière qui arrose Édesse) est un philosophe et poète chrétien de Syrie, né en 154 à Édesse, mort en 222 dans la même ville.

## Biographie
Ses parents étaient originaires, soit de Mabboug, soit d'Erbil ; il reçut son nom comme rappel du fait qu'il était né à Édesse. C'est à Mabboug qu'il aurait suivi une formation religieuse auprès d'un prêtre d'un culte païen appelé Anuduzbar (cette ville possédait un grand sanctuaire de la déesse Atargatis). À l'âge de vingt-cinq ans (donc en 179), il aurait été envoyé à Édesse par ce prêtre pour y remplir une mission, et s'y serait converti au christianisme en entendant un évêque nommé Hystaspe commenter les Écritures ; il devint alors diacre ou presbytre dans l'église de la ville. Il suivit certainement un enseignement de philosophie grecque, probablement dans une des deux grandes villes helléniques de Syrie, Antioche ou Apamée. D'autre part il avait été formé à l'astrologie traditionnelle des Babyloniens, pratiquée à l'époque par des spécialistes qu'on appelait les Chaldéens et qui ne se distinguaient plus guère des Mages iraniens. Saint Jérôme appelle Bardesane vir Babylonius sans doute du fait de son ancrage culturel dans l'ancienne religion mésopotamienne. Comme on sait que chez les Chaldéens aussi bien que chez les Mages les connaissances religieuses se transmettaient seulement de père en fils, on peut penser que le père de Bardesane était lui-même un Chaldéen. En tout cas, les trois arrière-plans de sa pensée sont : le christianisme, la philosophie grecque, la religion astrologique mésopotamienne.
Édesse était à cette époque la capitale du petit royaume d'Osroène, dont presque tous les souverains s'appelaient Abgar. Julius Africanus, officier de l'armée de l'empereur Septime Sévère (regn. 193-211), affirme avoir rencontré Bardesane à la cour d'un roi Abgar, probablement Abgar IX (regn. 179-212), lequel se serait converti au christianisme vers 204, devenant le premier roi chrétien connu. Bardesane avait à cette cour la réputation d'être un archer virtuose, capable de dessiner la figure d'un garçon sur un bouclier avec des flèches tirées de loin. Cette pratique du tir à l'arc illustre les fortes influences iraniennes qui s'exerçaient dans cette cour royale sémitique, et montre aussi que Bardesane avait reçu une éducation aristocratique. Éphrem le Syrien rapporte qu'il vécut dans le luxe, s'habillant de caftans sertis d'émeraudes. L'évêque Abercius d'Hiérapolis, qui rencontra Bardesane, nota qu'il « se distinguait par sa noblesse et sa richesse ». En 217, après la suppression du royaume d'Osroène par Caracalla, il aurait été forcé de se réfugier un moment à Ani, en Arménie. Il eut trois fils nommés Harmonius, Abgarun et Hasdu. Harmonius étudia à Athènes et devint un philosophe platonicien.

## Religion
Bardesane adhéra à une forme de christianisme très différente de celle qui devint officielle sous l'empereur Constantin ; il est dénoncé avec virulence comme hérétique, voire comme païen, par Éphrem le Syrien, qui consacra beaucoup d'efforts à combattre son influence. D'autres auteurs ecclésiastiques, mais pas Éphrem, affirment qu'il aurait adhéré à la secte gnostique de Valentin, mais ce qu'on connaît de sa pensée n'est pas gnostique. Éphrem lui reproche essentiellement de s'intéresser trop à l'astrologie et de nier la résurrection des corps. En tout cas il fut lui-même à l'origine d'une nouvelle secte appelée les bardesanites (es), qui dura plusieurs siècles : encore au temps de l'évêque Rabbula d'Édesse (412-435), elle rassemblait « les gens les plus importants » de la ville, et des auteurs parlent de bardesanites au moins jusqu'aux VIIe et VIIIe siècles (Jacques d'Édesse et Georges l'évêque des Arabes), peut-être même jusqu'au XIIe siècle. Cette hétérodoxie explique que presque tous ses écrits aient disparu, malgré sa grande importance dans l'histoire de la culture de langue syriaque : il aurait été le premier écrivain dans cette langue, et d'autre part, en matière de liturgie, on lui attribue l'invention du chant responsorial, avec un refrain repris par la foule des fidèles. Plusieurs auteurs chrétiens, notamment de langue syriaque, de l'Antiquité tardive et du Moyen Âge, parlent de Bardesane, et parfois le citent assez longuement, si bien que la tradition permet de se faire une idée de sa doctrine.

## Œuvre
Bardesane avait composé 150 hymnes, autant que les psaumes du roi David, qui eurent longtemps un grand succès, et dont un ou deux sont conservés dans le livre appelé Actes de Thomas (lequel est peut-être dû à un disciple de Bardesane ; l'Hymne de la perle serait de lui, et peut-être aussi Les Noces de la Sagesse ; le premier narre poétiquement les aventures de l'âme, envoyée hors de sa patrie céleste sur la terre d'Égypte pour obtenir une perle d'un grand prix, mais qui oublie un moment son origine royale, se la voit rappeler par une lettre de son père, et parvient à s'emparer d'un vêtement de lumière pour retourner dans le palais des cieux).
Un dialogue d'un de ses disciples nommé Philippe, où il apparaît comme le personnage du maître enseignant, a été retrouvé en 1845 dans un manuscrit du British Museum par l'orientaliste W. Cureton : il est intitulé Le Livre des Lois des Pays (Kthovo d-Nomuse d-Athrawotho). Deux passages étaient déjà connus par des citations d'Eusèbe de Césarée. Le thème du dialogue est la liberté humaine. Des questions sont posées à Bardesane par son disciple Avida : Dieu ne pouvait-il pas créer l'homme sans péché ? L'homme n'aurait été dans ce cas qu'un simple instrument remplissant une fonction, alors que la liberté le rend égal aux anges. Le mal vient-il alors de notre nature ? Non pas de la nature, mais du libre-arbitre. Le mal ne viendrait-il pas de l'influence des astres ? Les astres ont un certain pouvoir sur le corps, mais l'âme leur échappe presque entièrement. Ce point est notamment démontré par le fait que les hommes ont des comportements variant selon les lois et coutumes de leurs pays, alors qu'ils vivent tous sous le même ciel.
La cosmologie de Bardesane a attiré l'attention de plusieurs auteurs :
- Grégoire Bar-Hebraeus écrit[14] qu'il admettait cinq éléments primordiaux (en syriaque ithyé, c'est-à-dire « êtres », « substances ») : le feu, le vent, l'eau, la lumière et les ténèbres.
- Théodore Bar Koni décrit ainsi sa cosmogonie : « Il y a cinq éléments [ithyé] existant par eux-mêmes de toute éternité ; ils étaient évanescents et instables, mais à la fin ils se mirent par un hasard quelconque en mouvement. Le vent souffla violemment, chaque élément se diffusa et en atteignit un autre ; le feu s'éteignit dans la forêt, et il se forma une fumée obscure qui n'était pas née du feu ; l'air pur se raréfia. Les éléments se mélangèrent les uns aux autres et leur excellence s'en trouva endommagée : ils commencèrent à se mordre les uns les autres comme des bêtes nuisibles. Alors leur maître envoya sur eux la parole de l'intelligence : il donna au vent l'ordre de se calmer, et le vent reprit son souffle en lui-même. Le vent des hauteurs souffla, et le trouble fut soumis par la force et précipité dans l'abîme. L'air se fit serein, le calme et la tranquillité s'établirent, le Seigneur fut glorifié dans Sa sagesse et une action de grâce s'éleva vers Sa miséricorde. Du mélange et de l'amalgame des éléments qui resta, Il fit toutes les créatures, les supérieures et les inférieures. C'est pourquoi toutes les natures et créatures font effort pour se purifier et enlever ce qui en elles a été mélangé à la nature mauvaise. »
- Éphrem le Syrien considère Bardesane comme polythéiste, car, dans sa doctrine, les cinq éléments sont la source du mal qui est à l'origine du corps humain, tandis que l'âme vient des sept planètes, appelées « Gouverneurs », qui la façonnent sous l'inspiration de la sagesse divine. Toujours selon Éphrem, il enseignait que de l'union du Père de la vie et de la matière, qui est la mère, sont nés la lumière et l'Esprit Saint, et de l'inceste de ces derniers sont sortis le feu et l'eau. Ailleurs, Éphrem déclare que le père et la mère étaient identifiés par lui au soleil et à la lune.
- Pour Barhadbshabba 'Arbaya[15] comme pour Moïse Bar Képha, l'origine du mal, dans le système de Bardesane, ce sont les ténèbres : elles remontèrent du fond de l'abîme et souillèrent les autres éléments d'une « couleur repoussante » ; ceux-ci, horrifiés, « s'enfuirent vers le Très-Haut », qui restaura partiellement leur intégrité.
- Selon Maruta de Maipherkat[16], « [les bardesanites] croient dans l'existence [d'un principe] du bien et [d'un principe] du mal ; dans le Génie de la fortune, les oracles et les constellations, comme disent les manichéens, et ainsi, révérant les Sept [planètes] et les Douze [signes du zodiaque], enlèvent au Créateur son pouvoir de gouverner le monde. Ils disent que la liberté n'existe pas dans l'homme et rejettent la résurrection des corps, comme les marcionites et les manichéens. Ils s'habillent de blanc parce qu'ils soutiennent que tous ceux qui s'habillent de blanc participent du bien, comme ceux qui s'habillent de noir participent du mal. »
- Selon Agapios de Manbij, « il y a, selon lui, sept éléments dont trois sont les principaux, et les quatre autres sont moins importants. Les trois principaux éléments sont : l'intellect, la force et l'esprit ; les quatre autres sont le feu, l'eau, la lumière et l'air. Ces sept éléments s'associent les uns aux autres, et de cette union sortent 360 mondes. L'homme est aussi formé de ces sept éléments, son âme des trois principaux, qui sont les éléments spirituels. Dans un autre livre, il admet que le corps humain est constitué des quatre éléments inférieurs. Il affirme aussi l'existence de sept et de douze principes. Il dit que le cerveau de l'homme vient du soleil, ses os de Saturne, ses veines de Mercure, son sang de Mars, sa chair de Jupiter, ses cheveux de Vénus, sa peau de la lune.[...] Il dit que quand la lune croît et décroît en trente jours, la Mère de la Vie ôte ses vêtements, va vers le Père de la Vie, s'unit à lui et donne naissance à sept enfants. Donc, chaque année, le nombre d'enfants se monte à quatre-vingt-quatre. Il niait la résurrection du corps. Il disait que la copulation charnelle purifiait les femmes, diminuait le péché en elles et les rendait meilleures. »
- Le théologien musulman Ibrahim an-Nazzam défend une théorie qui peut paraître semblable à celle des Daysanites, la théorie du kumūn, qui explique les phénomènes par la présence d'éléments cachés : si l'on peut tirer de l'huile de l'olive, c'est que l'huile était auparavant cachée dans l'olive ; si le bois brûle, c'est de même que le feu y était caché. Mais il se démarque de l'opinion des bardesanites, car leur théorie ne fait appel selon lui qu'à un seul sens. En effet les éléments dont le mélange compose toutes choses, lumière et ténèbres, ne se réfèrent, dit-il, qu'au sens de la vue, et ne peuvent donc expliquer toutes les qualités sensibles. Badawi note que Nazzam considère la théorie de Bardesane comme dualiste, ce qui semble indiquer que sa théorie a évolué en ce sens chez ses disciples[17].

Dans Le Livre des Lois des Pays, on peut lire: « Le pouvoir [de faire advenir les événements] se trouve en Dieu, dans les Anges, dans les Puissances, dans les Gouverneurs, dans les éléments, dans les hommes et dans les animaux, mais il n'a pas été donné de la même manière à toutes ces catégories : l'Un seulement a le pouvoir sur tout, tandis que les autres catégories ont du pouvoir sur certaines choses et non sur d'autres. »

## Éditions et traductions de textes
- Le Livre des Lois des Pays. Texte syriaque et traduction française par François Nau, Leroux, 1899 ; 2° éd. Paul Geuthner, 1931, VIII-30 p.
- CPG 1152-1153.